# Световно първенство по футбол
Световното първенство по футбол (известно още като Световната купа на ФИФА, Световната купа, Мондиал (от фр. mondial – „световен“) и Световните футболни финали) e международно спортно мероприятие, в което се състезават мъжките национални отбори на страните членки на Международната федерация на футболните асоциации (ФИФА). Това е най-голямото събитие във футбола в глобален мащаб, като зрителският интерес към него е по-голям в сравнение с този на Олимпийските игриСветовните финали са най-гледаното спортно събитие в света, като 1,1 млрд. души гледат финалния мач на световното първенство през 2002 г. От 1930 г. насам финалите се провеждат на всеки четири години, с изключение на 1942 и 1946 г. заради Втората световна война. Те са предшествани от регионални квалификации по групи, които започват приблизително три години преди финалите. В квалификационната фаза участват представители на почти 200 държави, от които до финалния турнир понастоящем достигат 32 национални отбора (от 2026 година участниците ще бъдат 48). Той се провежда в избраната страна-домакин и продължава приблизително един месец. Според последните промени в правилника, може да има повече от една страна-домакин на форума. Освен това през 1991 г. ФИФА инициира Световно първенство по футбол за жени, което се провежда по подобна схема.
Първото официално световно първенство на ФИФА се провежда от 7 до 30 юли 1930 г. в Уругвай и в него вземат участие 13 национални отбора: 6 от Южна Америка, 5 от Европа и 2 от Северна Америка. Негов основен инициатор и организатор е президентът на ФИФА Жул Риме. На финала в Монтевидео Уругвай побеждава Аржентина с 4:2 пред 93 000 души публика и става първият световен шампион.
В историята на всичките 21 проведени световни първенства само осем държави са завоювали световната купа. Бразилия е рекордьор по спечелени световни титли, общо пет. Италия и Германия се нареждат след нея с по 4 спечелени шампионата. Аржентина е с три титли. Уругвай и Франция са с по две титли, а Англия и Испания са спечелили трофея веднъж. Единадесет пъти световните финали са се провеждали в Европа и на тях само веднъж неевропейска държава е печелила купата (Бразилия през 1958 г.). На останалите десет световни първенства отборите от Южна Америка са печелили трофея осем пъти, а европейските два – Испания през 2010 г. в ЮАР и Германия през 2014 г. в Бразилия. Само два пъти някой от отборите на Бразилия, Германия, Италия или Аржентина не е достигал до финал: 2010 г. в ЮАР, когато Испания надделява над Нидерландия и през 2018 в Русия, когато Франция побеждава Хърватия. Само три пъти национален отбор на държава, която не е от Европа или Южна Америка, е достигал полуфиналите: САЩ през 1930 г., Южна Корея през 2002 г. и Мароко през 2022 г.
Двадесет и второто световно първенство се провежда в Катар от 20 ноември до 18 декември 2022 г. 
Аржентина става шампион за трети път в историята си, след като печели финала срещу носителя на титлата Франция с 4:2 при изпълнение на дузпи след равенство 2:2 в редовното време и 3:3 след продължения.

## История

### Международни състезания преди 1930 г.
Първият мач между национални отбори е изигран през 1872 г. между Шотландия и Англия. По това време футболът се играе почти изключително само на Британските острови. Когато футболът започва да привлича все повече почитатели, на Олимпийските игри през 1900 и 1904 г. е включен в програмата като демонстрационен спорт, както и на игрите през 1906 г. На Олимпиадата през 1908 г. футболът вече е част от официалната програма на мероприятието. То се планира от Футболната асоциация и право на участие в него имат единствено аматьори. Великобритания, представена от английския национален отбор по футбол за аматьори, печели надпреварата през 1908 и 1912 г.
През 1906 г. ФИФА прави опит да организира международно футболно състезание за национални отбори в Швейцария, което да бъде независимо от програмата на Олимпиадите, но то се проваля.
Тъй като футболът продължава да бъде аматьорски спорт на Олимпийските игри, сър Томас Липтън основава турнира за Купа „Сър Томас Липтън“ в Торино през 1909 г. Този турнир е първенство между отделни клубове от различни държави, всеки от който представлява своята страна. Въпреки че не участват национални отбори, това състезание се определя понякога като Първата световна купа, и в него се включват най-престижните футболни клубове от Италия, Германия и Швейцария. Първият турнир е спечелен от „Уест Окланд“, английски аматьорски клуб на миньори от графство Дъръм, който е поканен след като Футболната асоциация отказва да се присъедини към спортното събитие. „Уест Окланд“ защитава трофея през 1911 и призът остава завинаги в Уест Окланд.
През 1914 г. ФИФА се съгласява да признае олимпийското състезание като „световно футболно първенство за аматьори“ и поема отговорността да ръководи събитието. Този акт подготвя почвата за междуконтинентално футболно състезание, което се провежда на Олимпийските игри (ОИ) 1920 г. с участието на Египет и 13 европейски отбора. Белгия става златен медалист, а Уругвай печели състезанието през 1924 и 1928 г. На ОИ през 1932 г. в Лос Анджелис не се предвижда футболът да е част от програмата поради недостатъчната популярност на този спорт в САЩ (по това време американският футбол набира все по-голяма популярност в своята родина). ФИФА и Международният олимпийски комитет (МОК) не постигат съгласие относно участието на професионалистите в олимпийския турнир и така футболът е премахнат от програмата на игрите за 1932 г.

### Първото официално световно първенство
Президентът на ФИФА Жул Риме планира да основе турнир за Световната купа в Уругвай през 1930 г. ФИФА определя Уругвай за домакин на световното първенство през 1930 г. Поводът е, че Уругвай е вече два пъти олимпийски шампион, а освен това чества стогодишнината от своята независимост.
Футболните асоциации на определени страни са поканени да изпратят свой отбор, но изборът на Уругвай като домакин на събитието означава за европейските отбори дълго и скъпо пътуване през Атлантическия океан. Утежняващ обстоятелствата фактор е и започналата през 1929 г. световна икономическа криза. Първенството е пред провал, когато едва около два месеца преди началото му, Риме успява да убеди отборите на Белгия, Франция, Румъния и Югославия да участват. Общо 13 страни вземат участие в първото състезание – седем от Южна Америка, четири от Европа и две от Северна Америка. Първите два мача от Световното първенство се играят едновременно: Франция побеждава Мексико с 4:1, а САЩ – Белгия с 3:0. Първият гол в историята на световните първенства е отбелязан от Люсиен Лоран от Франция. На финала Уругвай побеждава Аржентина с 4:2 пред 93 000 души в Монтевидео, и така става първата страна, спечелила Световното първенство.

### Разрастване
Проблемите пред първите световни първенства са дългите разстояния и предвоенната обстановка. Малко са южноамериканските отбори, които се съгласяват да пътуват до Европа през 1934 и 1938 г. Бразилия е единственият южноамерикански участник присъствал и на двата турнира. Първенствата през 1942 и 1946 г. са отменени поради Втората световна война и нейните опустошителни последици.
В квалификациите за СП 1950 за първи път се включват четирите британски отбора. Британските федерации се оттеглят от ФИФА през 1920 г. поради нежелание да играят срещу страни, с които са воювали през Първата световна война и като протест срещу нарастващото влияние във футбола на небритански държави. През 1946 г. ФИФА ги кани да станат членове на световната федерация и този път те приемат поканата. През 1950 г. се завръщат бившите световни шампиони от Уругвай, които бойкотират предишните две световни първенства. Уругвай отново печели титлата.
На световните първенства, които се провеждат между 1934 и 1978 г. участващите отбори са 16, освен през 1938 (класиралата се Австрия е анексирана от Германия) и 1950 г., когато Шотландия, Индия и Турция се отказват след като вече са се класирали. Участват почти само отбори от Европа и Латинска Америка, и много малко отбори от Африка, Азия и Океания. В повечето случаи тези отбори са лесно отстранявани от европейските и южноамерикански състави, с изключение на Северна Корея (КНДР), които достигат четвъртфиналите през 1966 г.
На финалите през 1982 г. броят на участниците е увеличен на 24, а през 1998 г. на 32. Така се дава възможност на повече отбори от Африка, Азия и Северна Америка да вземат участие. В последните години тези сравнително нови и неопитни участници постигат впечатляващи успехи: Мароко стига до осминафиналите на СП '86, Камерун става четвъртфиналист през 1990, Саудитска Арабия е на осминафиналите през 1994, Нигерия е осминафиналист през 1994 и 1998, Япония стига до осминафиналите през 2002, Сенегал е четвъртфиналист през 2002; след „завръщането си“ на футболната сцена САЩ достигат четвъртфиналите през 2002, Южна Корея са четвърти през 2002 г., а Австралия и Гана достигат фазата на директните елиминации през 2006 г.
198 нации се включват в надпреварата за класиране за Световното първенство по футбол през 2006 г. Само 3 от общо 207 страни-членки на ФИФА не са играли в квалификациите за световните финали. Това са Коморските острови, Източен Тимор и Бутан, тъй като по време на тегленето на жребия за мачовете от квалификациите Коморските острови и Източен Тимор не са все още членове на ФИФА.
Подобно първенство за жени се организира от ФИФА, като първото се провежда през 1991 г. в Китай.

## Купата
От 1930 до 1970 г. световният шампион получава купата „Златната Нике“. В чест на президента на ФИФА по чиято инициатива е създадено състезанието, през 1946 г. тя е преименувана на „Жул Риме“. През 1970 г. печелейки трофея за трети път, Бразилия получава правото да го задържи завинаги. През нощта на 19 срещу 20 декември 1983 г. обаче „живата история на световния футбол“ е открадната от резиденцията на Бразилската футболна федерация в Рио де Жанейро и никога повече не е открита.
След 1970 г. е изготвен втори трофей, наречен Трофей на Световното първенство на ФИФА. Той не може да стане вечно притежание на нито един отбор, независимо от това колко първенства е печелил. Националният отбор на ФРГ/Германия е печелил този трофей три пъти, а отборите на Аржентина, Италия и Бразилия – по два пъти. Той ще продължава да се връчва на победителите до 2038 г., когато предвиденото пространство за имената на световните шампиони ще се запълни.
Вторият трофей, наричан обикновено „Златен глобус“, е висок 36,5 см и тежи 6,175 кг. Направен е от 18-каратово злато. Основата се състои от два слоя полускъпоценен малахит, а на долната му страна на са гравирани годината и името на всеки победител на Световно първенство след 1974 г. Победителите задържат трофея до началото на следващото световно първенство като се награждават и с позлатено копие.

## Формат

### Квалификации
От второто световно първенство, проведено през 1934 г. се организират квалификации, които да определят най-достойните кандидати за световната купа. Те се провеждат в шестте континентални зони на ФИФА (Европа, Южна Америка, Северна и Централна Америка и Карибския регион, Азия, Африка и Океания) и се ръководят от съответните международни футболни конфедерации. Например в Европа квалификациите се провеждат под шапката на УЕФА. За всяко състезание ФИФА предварително определя броя на местата, за които ще се борят страните във всяка зона, като по принцип база за това решение е относителната сила на отборите на всяка конфедерация, но също така и лобирането от страна на конфедерациите.
Квалификационният процес може да започне най-рано три години преди финалната фаза и отнема повече от две години. Форматът на квалификационните турнири се решава от всяка конфедерация. Обикновено се дават едно или две места на победителите от междуконтиненталните плейофи. Например, в квалификациите за Световното първенство през 2006 г. победителят от зона Океания се срещна с класиралия се на 5-о място отбор от зона Южна Америка, за да определят кой от двата отбора ще отиде на финалите. С изключение на 1934 г. домакините на всяко световно първенство се класират автоматично на финалите. До квалификациите за световното първенство през 2006 г. това право се дава и на световния шампион. Бразилия е първият отбор играл квалификационни мачове, за да си осигури място на финалите.

### Финали
От 1998 г. участват 32 отбора, които се състезават в продължение на 1 месец на стадионите на страната-домакин. Има две фази: групова фаза и фаза на директни елиминации.
В груповата фаза се тегли жребий и се определят осем групи, всяка с по четири отбора. Преди жребия осемте условно „най-добри“ отбора (в това число – домакина) се поставят като „водачи на групи“, а останалите се разпределят в урни – предимно на континентален принцип. След 1998 г. се налагат ограничения, според които в една група не може да има повече от два състава от Европа, както и повече от един отбор от която и да е конфедерация. Във всяка група всеки играе срещу всеки и по този начин всеки отбор изиграва три мача. Последните два мача в групата се играят по едно и също време, с цел да се минимизира възможността от евентуално договаряне на резултата.
Първите два отбора от всяка група продължават към фазата на директните елиминации, където при равен резултат в редовните 90 минути се стига до две продължения от по 15 минути, като при евентуален равен резултат и след тях – до изпълнение на дузпи. Първоначално се играят осминафинали, в които първият отбор от една група играе срещу втория отбор от друга. Следват четвъртфинали, полуфинали и финал. Двата отбора, които отпаднат на полуфиналите играят мач за третото място.
Класирнето на отборите в груповата фаза се извършва въз основа на спечелените от тях точки. Преди 1994 г. за победа се присъждат две точки, а за равенство – една, след това за победа – три точки, а едната точка за равенство се запазва. В случай на два отбора с равен брой точки, понастоящем обикновено се гледа първо головата разлика, после отбелязаните голове и най-накрая резултата от директния мач между двата отбора. Ако нито един от двата отбора няма предимство се тегли жребий. Тези допълнителни критерии за оценяване биват често променяни от ФИФА.

## Избор на домакини
Домакините на първите световни първенства (СП) са се определяли на събрания на конгрес на ФИФА. В първите десетилетия от съществуването на световното първенство изборът е предизвиквал много полемики, предвид триседмичния преход с кораб между Южна Америка и Европа – двата гиганта в световния футбол. Например решението Уругвай да бъде домакин на първото световно първенство води до участието на едва четири европейски нации в него. Следващите две световни първенства се провеждат в Европа. Изборът на Франция като домакин на СП '38 отново води до спорове, тъй като на американските отбори е казано, че домакинството ще се дава на разменни начала между двата континента. По тази причина Аржентина и Уругвай бойкотират това първенство.
След СП '58, за да се избегнат потенциалните бойкоти и спорове ФИФА започва да редува домакинството между Европа и Америка. Това продължава до СП '02, което е първото световно първенство, проведено в Азия. Световното първенство през 2010 г. се провежда в ЮАР, която е първата африканска държава, поела домакинството на световни финали.
Домакинството на световното първенство през 2014 г. е възложено на Южна Америка през 2003 г., което позволява на десетте членки на КОНМЕБОЛ да кандидатстват за тази привилегия. Повечето страни обаче подкрепят Бразилия и така става ясно, че ако Бразилия е в състояние да организира първенството, то ще се проведе там. Ако това не стане, има предложение за съвместно домакинство на Аржентина и Чили, подобно на Южна Корея и Япония през 2002 г. Колумбия също има желание за световното първенство през 2014 г. В спортно издание от 4 юли 2006 г. се казва, че според президента на ФИФА Сеп Блатер Бразилия ще бъде почти със сигурност домакин на световните финали през 2014 г. На 30 октомври 2007 г. Бразилия официално е определена за домакин на световното първенство по футбол през 2014 г.
Системата еволюира през годините и сега домакинството се определя чрез гласуване в изпълнителния комитет на ФИФА. Самото гласуване е по система на подреждането на най-предпочитаните кандидати. За осигуряване на достатъчно време за подготовка на домакините гласуването се извършва 6, а впоследствие 7 и 11 години преди всяко първенство. Така през 2004 г. е определено мястото за Мондиал 2010, през 2007 г. – Мондиал 2014, а през 2010 г. – домакините на Мондиал 2018 и 2022 г. Така се оказва, че домакинът на Мондиал 2022 е избран 12 години преди очаквания час на първенството. Представители на ФИФА казват, че повече няма да избират домакин за толкова далечно бъдеще. Рекордът принадлежи на Световното първенство през 1982 г. – мястото му е избрано през 1966 г., 16 години преди турнира.
На 13 юни 2018 г. в Москва домакинството на световното първенство през 2026 г. е възложено на Мексико, САЩ и Канада. Към ноември 2022 г. за следващите 3 мондиала има общо 8 кандидатури:
- За шампионата през 2030 г. има една индивидуална и 3 комбинирани кандидатури: Мароко, Аржентина/Уругвай/Парагвай/Чили, Испания/Португалия/Украйна и Гърция/Египет/Саудитска Арабия. ФИФА възлага първенството на 2 групи от по 3 близки държави: Испания, Португалия, Мароко, Аржентина, Уругвай и Парагвай. Саудитска Арабия се пренасочва за следващия мондиал.
- За шампионата през 2034 г. кандидати са: Китай, Индонезия/Малайзия/Сингапур/Тайланд/Виетнам, Австралия, Зимбабве, Египет и Нигерия. Избрана е пренасочената Саудитска Арабия.
- За шампионата през 2038 г.: Китай и Гана.

## Резултати
| Година           | Домакин/и                                                      |           | Финал                           | Финал        | Финал       |                | Мач за трето място | Мач за трето място | Мач за трето място |  | Отбори |
| Година           | Домакин/и                                                      | Победител | Резултат                        | Второ място  | Трето място | Резултат       | Четвърто място     |                    |                    |  | Отбори |
| 1930 Подробности | Уругвай                                                        | Уругвай   | 4:2                             | Аржентина    | САЩ         | (1)            | Югославия          | 13                 |                    |  |        |
| 1934 Подробности | Италия                                                         | Италия    | 2:1 след прод.                  | Чехословакия | Германия    | 3:2            | Австрия            | 16                 |                    |  |        |
| 1938 Подробности | Франция                                                        | Италия    | 4:2                             | Унгария      | Бразилия    | 4:2            | Швеция             | 15                 |                    |  |        |
| 1950 Подробности | Бразилия                                                       | Уругвай   | 2:1(2)                          | Бразилия     | Швеция      | 3:1(2)         | Испания            | 13                 |                    |  |        |
| 1954 Подробности | Швейцария                                                      | ФРГ       | 3:2                             | Унгария      | Австрия     | 3:1            | Уругвай            | 16                 |                    |  |        |
| 1958 Подробности | Швеция                                                         | Бразилия  | 5:2                             | Швеция       | Франция     | 6:3            | ФРГ                | 16                 |                    |  |        |
| 1962 Подробности | Чили                                                           | Бразилия  | 3:1                             | Чехословакия | Чили        | 1:0            | Югославия          | 16                 |                    |  |        |
| 1966 Подробности | Англия                                                         | Англия    | 4:2 след прод.                  | ФРГ          | Португалия  | 2:1            | СССР               | 16                 |                    |  |        |
| 1970 Подробности | Мексико                                                        | Бразилия  | 4:1                             | Италия       | ФРГ         | 1:0            | Уругвай            | 16                 |                    |  |        |
| 1974 Подробности | Германия                                                       | ФРГ       | 2:1                             | Нидерландия  | Полша       | 1:0            | Бразилия           | 16                 |                    |  |        |
| 1978 Подробности | Аржентина                                                      | Аржентина | 3:1 след прод.                  | Нидерландия  | Бразилия    | 2:1            | Италия             | 16                 |                    |  |        |
| 1982 Подробности | Испания                                                        | Италия    | 3:1                             | ФРГ          | Полша       | 3:2            | Франция            | 24                 |                    |  |        |
| 1986 Подробности | Мексико                                                        | Аржентина | 3:2                             | ФРГ          | Франция     | 4:2 след прод. | Белгия             | 24                 |                    |  |        |
| 1990 Подробности | Италия                                                         | ФРГ       | 1:0                             | Аржентина    | Италия      | 2:1            | Англия             | 24                 |                    |  |        |
| 1994 Подробности | САЩ                                                            | Бразилия  | 0:0 след прод. (3:2) след дузпи | Италия       | Швеция      | 4:0            | България           | 24                 |                    |  |        |
| 1998 Подробности | Франция                                                        | Франция   | 3:0                             | Бразилия     | Хърватия    | 2:1            | Нидерландия        | 32                 |                    |  |        |
| 2002 Подробности | Южна Корея · Япония                                            | Бразилия  | 2:0                             | Германия     | Турция      | 3:2            | Южна Корея         | 32                 |                    |  |        |
| 2006 Подробности | Германия                                                       | Италия    | 1:1 след прод. (5:3) след дузпи | Франция      | Германия    | 3:1            | Португалия         | 32                 |                    |  |        |
| 2010 Подробности | ЮАР                                                            | Испания   | 1:0 след прод.                  | Нидерландия  | Германия    | 3:2            | Уругвай            | 32                 |                    |  |        |
| 2014 Подробности | Бразилия                                                       | Германия  | 1:0 след прод                   | Аржентина    | Нидерландия | 3:0            | Бразилия           | 32                 |                    |  |        |
| 2018 Подробности | Русия                                                          | Франция   | 4:2                             | Хърватия     | Белгия      | 2:0            | Англия             | 32                 |                    |  |        |
| 2022 Подробности | Катар                                                          | Аржентина | 3:3 след прод. (4:2) след дузпи | Франция      | Хърватия    | 2:1            | Мароко             | 32                 |                    |  |        |
| 2026 Подробности | Канада · Мексико · САЩ                                         |           |                                 |              |             |                |                    | 48                 |                    |  |        |
| 2030 Подробности | Аржентина · Испания · Мароко · Парагвай · Португалия · Уругвай |           |                                 |              |             |                |                    | 48                 |                    |  |        |
| 2034 Подробности | Саудитска Арабия                                               |           |                                 |              |             |                |                    | 48                 |                    |  |        |

## Статистика
| Отбор       | Титли                            | Второ място                | Трето място                 | Четвърто място       | Завършили в топ 4 |
| ----------- | -------------------------------- | -------------------------- | --------------------------- | -------------------- | ----------------- |
| Бразилия    | 5 (1958, 1962, 1970, 1994, 2002) | 2 (1950*, 1998)            | 2 (1938, 1978)              | 2 (1974, 2014*)      | 11                |
| Германия    | 4 (19541, 1974*1, 1990, 2014)    | 4 (1966, 1982, 1986, 2002) | 4 (1934, 1970, 2006*, 2010) | 1 (1958)             | 13                |
| Италия      | 4 (1934*, 1938, 1982, 2006)      | 2 (1970, 1994)             | 1 (1990*)                   | 1 (1978)             | 8                 |
| Аржентина   | 3 (1978*, 1986, 2022)            | 3 (1930, 1990, 2014)       | —                           | —                    | 6                 |
| Франция     | 2 (1998*, 2018)                  | 2 (2006, 2022)             | 2 (1958, 1986)              | 1 (1982)             | 7                 |
| Уругвай     | 2 (1930*, 1950)                  | —                          | —                           | 3 (1954, 1970, 2010) | 5                 |
| Англия      | 1 (1966*)                        | —                          | —                           | 2 (1990, 2018)       | 3                 |
| Испания     | 1 (2010)                         | —                          | —                           | 1 (1950)             | 2                 |
| Нидерландия | —                                | 3 (1974, 1978, 2010)       | 1 (2014)                    | 1 (1998)             | 5                 |
| Чехия       | —                                | 2 (19342, 19622)           | —                           | —                    | 2                 |
| Унгария     | —                                | 2 (1938, 1954)             | —                           | —                    | 2                 |
| Швеция      | —                                | 1 (1958*)                  | 2 (1950, 1994)              | 1 (1938)             | 4                 |
| Хърватия    | —                                | 1 (2018)                   | 2 (1998, 2022)              | —                    | 3                 |
| Полша       | —                                | —                          | 2 (1974, 1982)              | —                    | 2                 |
| Австрия     | —                                | —                          | 1 (1954)                    | 1 (1934)             | 2                 |
| Португалия  | —                                | —                          | 1 (1966)                    | 1 (2006)             | 2                 |
| Белгия      | —                                | —                          | 1 (2018)                    | 1 (1986)             | 2                 |
| САЩ         | —                                | —                          | 1 (1930)                    | —                    | 1                 |
| Чили        | —                                | —                          | 1 (1962*)                   | —                    | 1                 |
| Турция      | —                                | —                          | 1 (2002)                    | —                    | 1                 |
| Сърбия      | —                                | —                          | —                           | 2 (19303, 19623)     | 2                 |
| Русия       | —                                | —                          | —                           | 1 (19664)            | 1                 |
| България    | —                                | —                          | —                           | 1 (1994)             | 1                 |
| Южна Корея  | —                                | —                          | —                           | 1 (2002*)            | 1                 |
| Мароко      | —                                | —                          | —                           | 1 (2022)             | 1                 |

* = домакин
^ = включва резултати, представляващи Западна Германия между 1954 г. и 1990 г.
# = държави, които се разделят на две или повече независими държави
1 като Западна Германия

2 като Чехословакия

3 като Югославия

4 като СССР

## Присъстващи
| Година и Домакин | Общо присъстващи | Mачове | Присъстващи средно на мач |
| ---------------- | ---------------- | ------ | ------------------------- |
| 1930             | 590 549          | 18     | 32 808                    |
| 1934             | 363 000          | 17     | 21 353                    |
| 1938             | 375 700          | 18     | 20 872                    |
| 1950             | 1 045 246        | 22     | 47 511                    |
| 1954             | 768 607          | 26     | 29 562                    |
| 1958             | 819 810          | 35     | 23 423                    |
| 1962             | 893 172          | 32     | 27 912                    |
| 1966             | 1 563 135        | 32     | 48 848                    |
| 1970             | 1 603 975        | 32     | 50 124                    |
| 1974             | 1 865 753        | 38     | 49 099                    |
| 1978             | 1 545 791        | 38     | 40 679                    |
| 1982             | 2 109 723        | 52     | 40 572                    |
| 1986             | 2 394 031        | 52     | 46 039                    |
| 1990             | 2 516 215        | 52     | 48 389                    |
| 1994             | 3 587 538        | 52     | 68 991                    |
| 1998             | 2 785 100        | 64     | 43 517                    |
| 2002             | 2 705 197        | 64     | 42 269                    |
| 2006             | 3 359 439        | 64     | 52 491                    |
| 2010             | 3 178 856        | 64     | 49 670                    |
| 2014             | 3 429 873        | 64     | 53 592                    |
| 2018             | 3 031 768        | 64     | 47 371                    |
| 2022             | 3 404 252        | 64     | 53 191                    |
| 2026             |                  |        |                           |

## Отличия
В края на всяко световно първенство се дават награди за лични и отборни постижения във финалния турнир, освен медалите. Понастоящем съществуват следните отличия:

### Официални награди на ФИФА
Има пет награди след турнира от Групата за технически изследвания на ФИФА: 
- Награда за най-добър играч: „Златна топка“ за най-добър футболист, „Сребърна топка“ за второ място, „Бронзова топка“ за трето място. Връчва се за първи път през 1978 г. неофициално от експертна комисия и от 1982 г. официално от ФИФА. Наричат се още „Златна (Сребърна, Бронзова) топка на Aдидас“ на своя спонсор. Лионел Меси е единственият футболист с две Златни топки от СП (2014 и 2022). Роналдо има Златна (1998) и Сребърна топка (2002). Той дублира постижението на Пеле, който е първи (1970) и втори (1958) в неофициалното класиране по статистически показатели от книгата на Еджикеме Иквунзе „Световно първенство (1930-2010): Статистическо резюме“ от официалната библиотека на ФИФА. [7]
- Награда за най-добър голмайстор. Връчва се за първи път през 1930 г.: Топ-голмайстор, Подгласници на II и III място. От 1982 г. наградите се наричат: „Златна обувка“ за най-много голове, „Сребърна обувка“ за второ място, „Бронзова обувка“ за трето място. Наричат се още „Златна (Сребърна, Бронзова) обувка на Aдидас“ на своя спонсор. През 1962 г. 6 футболисти с по 4 гола получават Златна обувка и не се връчват Сребърна и Бронзова обувка.  През 1994 г. по двама футболисти получават Златна обувка (Христо Стоичков и Олег Саленко с по 6 гола) и Бронзова обувка (Ромарио и Кенет Андерсон с по 5 гола) и не се връчва Сребърна обувка. През 1934, 1938, 1954, 1958, 1974, 1986, 1998 и 2002 г. повече от 1 играч получава Сребърна обувка и не се връчва Бронзова обувка. За да се избегне нееднозначност, сега като допълнителни показатели за определяне на класирането се отчитат асистенциите като голови подавания и изиграните минути в турнира. Ако има повече от един играч с еднакъв брой голове, от 1994 г. наградата се дава на играча с повече асистенции. Ако и те са равни, от 2006 г. насам по-високо се класира голмайсторът, който е играл по-малко минути. По 2 награди са печелили: 
 Теофило Кубиляс (Бронзова 1970 и Сребърна 1978 г.), 
 Гари Линекер (Златна 1986 и Сребърна 1990 г.), 
 Роналдо (Златна 2002 и Бронзова 2006 г.) и 
 Томас Мюлер (Златна 2010, и Сребърна 2014 г.).
- Награда за най-добър вратар: „Златна ръкавица“. Връчва се за първи път през 1994 г. От 1994 до 2006 г. се нарича Награда „Яшин“ в чест на най-добрия футболен вратар в историята Лев Яшин. От 2010 г. се нарича още „Златна ръкавица на Aдидас“ на своя спонсор.
- Награда за най-добър млад футболист: на най-добрия футболист на възраст до 21 г. до началото на календарната година. Връчва се за първи път през 2006 г. и първият лауреат е Лукас Подолски [8]. Най-младият носител на наградата е Килиан Мбапе – 19 години и 6 месеца, през 2018 г. От 1958 до 2002 г. ФИФА организира гласуване на официалния сайт, с което е избиран най-добрият млад играч в първенството [9]. Първият победител е Пеле, който поставя рекорда за най-млад лауреат на отличието – 17 години и 8 месеца, пред втория Майкъл Оуен (1998 г.) – 18 години и 6 месеца. [10]
- Награда за честна игра (феърплей): на отбора с най-малко нарушения с наказателни картони от класиралите се за втория кръг. Връчва се за първи път през 1970 г. като сертификат на отбора на Перу. От 1982 г. до 1990 г. това е златен трофей, базиран на Спорт Били, футболен анимационен герой от 1982 г., който се превръща в икона за честната игра. [11] От 1994 г. наградата е трофей с елегантна фигура на футболист. [12] Победителите за тази награда освен трофея печелят диплома от ФИФА, медал за честна игра за всеки играч и длъжностно лице и футболно оборудване на стойност 50 000 $, което да се използва за развитието на младежите. [13] Най-много награди за честна игра има Бразилия – 4 (1982, 1986, 1994, 2006), а по 3 пъти са награждавани Англия (1990, 1998, 2022) и Испания (2006, 2010, 2018). Четири пъти с наградата за феърплей е удостояван отборът, станал световен шампион: Аржентина (1978), Бразилия (1994), Франция (1998) и Испания (2010).

### Неофициални награди
Определят се от други експертни комисии, медии или чрез гласуване на публиката.
- Отбор на звездите: символичен отбор, съставен от най-добрите играчи на Световното първенство. От 1930 до 2006 г. е официално отличие и се избира от Групата за технически изследвания на ФИФA. Първоначално отборът се е състоял от 11 играчи, през 2002 г. е разширен до 16 играчи, а през 2006 г. – до 23 играчи. През 2010 г. ФИФА решава да не публикува символичен отбор на най-добрите играчи в турнира и от тогава отборът е отново от 11 футболисти. От 2010 г. нататък ФИФА публикува неофициални отбори на звездите: „Отбор-мечта“ (Dream Teams), определен чрез гласуване на феновете на официалния си сайт и „Статистически отбор“ (Statistical Teams), съставен от футболистите с най-добри статистически показатели. Сега отборът е кръстен с добавяне на името на настоящия спонсор MasterCard. На 3 световни първенства са включвани в отбора на звездите Франц Бекенбауер (ФРГ) – 1966, 1970, 1974 г. и Тиаго Силва (Бразилия) – 2014, 2018, 2022 г. По 2 пъти са удостоявани с отличието 18 футболисти. [14]
- Награда за най-зрелищен отбор: на отбора, който е представлявал най-голяма атракция за публиката. Определя се чрез гласуване на широката публика и се връчва за първи път през 1994 г. на отбора на Бразилия. До 2006 г. е била официална награда. [15]
- Играч на мача (понастоящем наричан в търговската мрежа „Играч на мача на Будвайзер“, преди известен като „Играч на мача“ от 2002 до 2018 г.) за изключително представяне по време на всеки мач от турнира, награден за първи път през 2002 г. Гласува се от феновете по време на турнира.
- Гол на турнира (понастоящем наричан в търговската мрежа „Гол на турнира на Хюндай“) за най-красив отбелязан гол по време на турнира, присъден за първи път през 2006 г. Определя се от феновете чрез гласуване след края на турнира.

## Страни участнички на световните първенства
Европа: Италия, Германия (в т. ч. и като ФРГ), Франция, Англия, Испания, Нидерландия, Чехословакия, Чехия и Словакия (в т. ч. и като част от Чехословакия), Унгария, Швеция, Хърватия (в т. ч. и като част от Югославия), Полша, Португалия, Белгия, Австрия, Турция, Югославия, СССР, България, Румъния, Гърция, Русия (в т. ч. и като част от СССР), Дания, Уелс, Шотландия, Ейре, Северна Ирландия, Норвегия, Швейцария, Израел, ГДР, Украйна (в т. ч. и като част от СССР), Сърбия (в т. ч. като част от Югославия и като част от Сърбия и Черна гора), Словения (в т. ч. и като част от Югославия), Босна и Херцеговина (в т. ч. и като част от Югославия), Исландия.
Южна Америка: Бразилия, Аржентина, Уругвай, Парагвай, Чили, Перу, Колумбия, Боливия, Еквадор.
Северна Америка: САЩ, Мексико, Канада, Коста Рика, Хаити, Куба, Ямайка, Хондурас, Тринидад и Тобаго, Салвадор, Панама.
Азия: Южна Корея, Северна Корея, Япония, Иран, Саудитска Арабия, Китай, Ирак, Кувейт, Холандска източна Индия (дн. Индонезия), Обединени Арабски Емирства, Катар.
Африка: Мароко, Египет, Тунис, Камерун, Сенегал, ЮАР, Того, Заир (дн. ДР Конго), Ангола, Кот'д Ивоар, Алжир, Гана, Нигерия.
Океания: Австралия, Нова Зеландия.

## Отбор на световните първенства по футбол
Различни медии по света говорят за т. нар. „Отбор на световните първенства по футбол“. Това е импровизирана единадесеторка от играчи, които според най-престижните издания в света съставляват „Отбора на мечтите“ в цялата история на световните първенства по футбол. Този символичен отбор може да не съвпада с „Отбора за всички времена“, за който се отчитат и изявите на клубно равнище и национално равнище на континентални първенства. Сред критериите за подбора са: участия и постижения на световните първенства по футбол, футболни качества, спортно дълголетие, лоялност и почтеност на терена и др. Така единадесетте в идеалния отбор на всички световни първенства по футбол са:
- Лев Яшин (СССР) – ФИФА учредява наградата „Лев Яшин“ за най-добър вратар на СП; според анкета на ФИФА от 2000 г. е в отбора на XX век и е определен за вратар на века; 3 СП (1958, 1962 и 1966); вратар № 1 на СП 1958; единственият вратар, който става носител на „Златната топка“ на списание „Франс футбол“ (1963); спасява около 150 дузпи – рекорд за професионален вратар; Сребърен Олимпийски орден (1986).
- Франко Барези (Италия) – 4 СП (1982, 1986, 1990 и 1994); 1 титла (1982), 1 сребърен медал (1994) и 1 бронзов медал (1990); „Златна топка“ на „Франс футбол“ за заслуги (1996); избран за Футболист № 1 на Италия за ХХ век.
- Франц Бекенбауер (ГФР) – 3 СП (1966, 1970, 1974); 1 титла (1974), 1 сребърен медал (1966), 1 бронзов медал (1970); 3 пъти в идеалния отбор на СП. Като треньор – 1 титла (1990), 1 сребърен медал (1986).
- Паоло Малдини (Италия) – 4 СП (1990, 1994, 1998 и 2002); 1 сребърен медал (1994), 1 бронзов медал (1990); в идеалния отбор на СП 1994.
- Зинедин Зидан (Франция) – 3 СП (1998, 2002 и 2006); 1 титла (1998), 1 сребърен медал (2006); награда на ФИФА за най-добър играч на СП 2006; „Златна топка“ на „Франс футбол“ (1998); в анкетата на ФИФА за най-добър футболист на годината: Футболист № 1 на Света (1998, 2000, 2003), Футболист № 2 на Света (1996), 2004; Най-добрият европейски футболист за последните 50 години – UEFA Golden Jubilee Poll (2004); Спортист на века (2010).
- Диего Марадона (Аржентина) – 4 СП (1982, 1986, 1990 и 1994); 1 титла (1986), 1 сребърен медал (1990); 4 пъти в идеалния отбор на СП; През 1999 г. е обявен за втори футболист в света за всички времена по спечелени версии на награди „Златна топка“: за най-добър футболист на СП 1986, за най-добър футболист на годината – Аржентинска футболна асоциация /АФА/ (1979, 1980, 1981), за най-добър футболист (1981), за най-добър футболист на Европа от „Франс Футбол“ (1986), почетна „Златна топка“ от „Франс Футбол“ (1995); „Сребърна обувка“ от ФИФА за 2 място сред голмайсторите на СП 1986; „Бронзова топка“ от СП 1990; „Брилянтова“ и „Платинова“ премия „Комекс“ (1990); автор на най-красивия гол в историята на футбола (1999); в символичния идеален отбор на Южна Америка за всички времена (1999); златен медал за най-добър аржентински футболист за всички времена по версия на АФА (1993); най-добър спортист на Аржентина за XX век по версия на спортните журналисти (1999); най-добър спортист на XX век по версия на Clarín (1999); Играч на столетието по версия на ФИФА (2000); в отборо на ФИФА за всички времена (2002); член на алеята на славата в Монте-Карло (премия Golden Foot, 2003) [16]
- Роналдо (Бразилия) – 4 СП, 2 титли (1994 и 2002), 1 сребърен медал (1998), голмайстор № 2 на всички СП – 15 гола, обявен за един от най-добрите единайсет футболисти за всички времена от „Франс футбол“ през 2007 г.
- Христо Стоичков (България) – 2 СП (1994 и 1998), 1 бронзов медал от 4-то място (1994), „Златна обувка“ за голмайстор на СП 1994, „Златна топка“ от „Франс Футбол“ (1994); „Бронзова топка“ от СП 1994; в идеалния отбор на СП 1994; „Златна обувка“ за голмайстор на Европа (1990); „Сребърна топка“ от „Франс Футбол“ (1993).
- Гаринча (Бразилия) – 3 СП (1958, 1962 и 1966), 2 титли (1958 и 1962),
- Пеле (Бразилия) – 4 СП (1958, 1962, 1966 и 1970), 3 титли (1958, 1962, 1970) най-добър футболист за всички времена,
- Герд Мюлер (Германия) – 2 СП, 1 титла (1974), 1 бронзов медал (1970); „Златна обувка“ за голмайстор на СП 1970; „Златна топка“ от „Франс Футбол“ (1970); 2 пъти „Златна обувка“ за голмайстор на Европа (1970, 1972); в идеалния отбор на СП 1970 и 1974; „Сребърна топка“ от „Франс Футбол“ (1972).

Треньор: Марио Загало (Бразилия) – 2 титли като футболист (1958 и 1962), 1 титла като треньор (1970), 1 титла като помощник-треньор (1970).

## Рекорди
- Отборът на Бразилия е единственият участвал във финалите на всички първенства и същевременно има най-много титли – 5.
- Пеле (Бразилия) е единственият футболист трикратен световен шампион – през 1958, 1962 и 1970 г.
- Виторио Поцо (Италия) е единственият треньор двукратен световен шампион – през 1934 и 1938 г.
- Марио Загало (Бразилия) – 1958 и 1962/1970 г., Франц Бекенбауер (ФРГ, дн. Германия) 1974/1990 г. и Дидие Дешан (Франция) – 1998/2018 са световни шампиони и като играч, и като треньор.
- Най-млад футболист световен шампион – Пеле (Бразилия) на 17 години и 8 месеца през 1958 г.
- Най-възрастен играч световен шампион – Дино Дзоф (Италия) на 40 години и 3 месеца през 1982 г.
- Най-много участия на световни първенства за един футболист – по пет: Антонио Карбахал (Мексико) – 1950 ÷ 1966, Лотар Матеус (ФРГ/Германия) – 1982 ÷ 1998, Рафаел Маркес (Мексико) – 2002 ÷ 2018, Очоа (Мексико) – 2006 ÷ 2022, Кристиано Роналдо (Португалия) – 2006 ÷ 2022 г.
- Най-много мачове на финали на световни първенства за един футболист: Лотар Матеус (ФРГ/Германия) – 25.
- Най-възрастен футболист участвал на световно първенство – Фарид Мондрагон (Колумбия) на 43 години и 3 дни в мача Япония – Колумбия, на СП 2014 г.
- Най-млад футболист на световни финали: Норман Уайтсайд (Северна Ирландия) на възраст 17 години и 41 дни в мача Северна Ирландия – Югославия на СП 1982 г.
- Най-много последователни победи на един отбор на световни финали: 11 – на Бразилия, в периода 2002 (7) – 2006 (4).
- Най-много последователни победи за един футболен треньор на световни финали: 12 на Луиш Фелипе Сколари (Бразилия) – 7 с Бразилия и 5 с Португалия.
- Най-изразителни победи: Унгария – Южна Корея 9:0 – 1954 г., Югославия – Заир 9:0 – 1974 г., Унгария – Салвадор 10:1 – 1982 г.
- Най-резултатен мач на световно първенство: Австрия – Швейцария 7:5 – 1954 г.
- Най-много отбелязани голове на световни първенства – Мирослав Клозе (Германия) – 16
- Най-много отбелязани голове в едно първенство: Жюст Фонтен (Франция) – 13 гола на СП 1958 г.
- Четирима футболисти са отбелязвали голове на четири световни първенства: Пеле (1958, '62, '66, '70 г.), Уве Зеелер (1958, '62, '66, '70 г.), Мирослав Клозе (2002, '06, '10, '14 г.), Лионел Меси (Аржентина) (2006, '14, '18, '22 г.) и Кристиано Роналдо (2006, '10, '14, '22).
- Най-много отбелязани голове от един играч в един мач на световни финали: Олег Саленко (Русия) – 5 гола в мача Русия – Камерун на СП 1994 г.
- Най-възрастен футболист, отбелязал гол на световно първенство: Роже Мила (Камерун) на 42 години и 39 дни (точната възраст е спорна), в мача Камерун – Русия, на СП 1994 г.
- Най-млад футболист, отбелязал гол на световни финали: Пеле (Бразилия) когато е на 17 години и 239 дни, в мача между Бразилия и Уелс на СП 1958 г.
- Най-бързо отбелязан гол – Хакан Шюкюр (Турция) в мача Турция – Южна Корея през 2002 г. – в 10-ата секунда.
- Валтер Дзенга (Италия) не допуска гол във вратата си в продължение на 517 минути през 1990 г.
- Най-много голове, отбелязани в мач от квалификациите: Австралия – Американски Самоа 31:0, 2002 г.
- Най-бърз гол на квалификации: Давид Гуалтиери, в 8-ата секунда за Сан Марино срещу Англия, на квалификации за СП 1994 г.
- Най-много картони (жълти и червени) показани в един мач: 16 жълти и 4 червени, в мача Португалия – Холандия, на СП 2006 г. Рефер на мача е Валентин Иванов (Русия) Това е и мачът, на който са показани най-много червени картони – 4 (наказателните картони са въведени на световното първенство през 1970 г.)
- Най-много червени картони на световни финали: 28 за 64 мача, на СП 2006 г. (наказателните картони са въведени на световното първенство през 1970 г.)
- Най-бързо отстранен от игра футболист / показан червен картон: Батиста (Уругвай) от Жоел Киню (Франция) в 56-ата секунда на мача Шотландия – Уругвай на СП 1986 г. в Мексико.
- Най-възрастен футболист, отбелязвал хеттрик – Кристиано Роналдо в мача между Португалия и Испания на Световно първенство по футбол 2018 в Русия – 33 години и 130 дни.

### Най-младите голмайстори в историята на световните първенства
1. Пеле,  Бразилия – 17 години и 239 дни през 1958 г. [17]
2. Мануел Росас,  Мексико – 18 години и 93 дни през 1930 г. [17]
3. Майкъл Оуен,  Англия – 18 години и 191 дни през 1998 г. [17]
4. Николае Ковач,  Румъния – 18 години и 198 дни през 1930 г. [17]
5. Димитри Сичев,  Русия – 18 години и 232 дни през 2002 г. [17]
6. Лионел Меси,  Аржентина – 18 години и 358 дни през 2006 г. [17]
7. Джулиан Грийн,  САЩ – 19 години и 25 дни през 2014 г. [17]

- Георги Аспарухов,  България – 19 години и 30 дни през 1962 г. [18]
- Дивок Ориги,  Белгия – 19 години и 65 дни през 2014 г. [17]
- Мартин Хофман,  ГДР – 19 години и 88 дни през 1974 г. [17]
- (Георги Соколов,  България – 19 години и 341 дни през 1962 г.) [19]
- Александър Тирнанич,  Югославия – 19 години и 364 дни през 1930 г. [20]

### ЗаБългария
- Четвърто място на световното първенство в САЩ 1994 г. и максимално възможните 7 мача.
- Христо Стоичков поделя голмайсторското място на Световното първенство в САЩ през 1994 г. с Олег Саленко – по 6 гола.
- Най-голяма победа на финален турнир: 4:0 срещу Гърция, първа победа на СП, САЩ 1994 г.
- Първи мач на финален турнир: 0:1 с Аржентина, 30 май 1962 г. в Чили.
- Първи гол на финален турнир: Георги Аспарухов срещу Унгария на 3.6.1962 г. в Чили.
- Първа точка на финален турнир: 0:0 срещу Англия на СП в Чили, 7 юни 1962 г.

## Топ 10 на най-изненадващите резултати
1.  САЩ –  Англия 1:0 през 1950 г.
Когато новината за резултата от този мач достига по телеграфа до редакциите на някои вестници в Англия, издателите сметнали, че това е печатна грешка и вместо 0:1 отпечатват 10:1. Англия, макар и с легендарни имена като Били Райт, Том Фини и Мортенсън в състава си (Стенли Матюс заради контузия пропуска мача), предоверила се на класическата по онова време схема WM не успява да се справи с „бетона“ на американските аматьори (някои от които бивши европейски професионалисти).
Събитията около този мач, макар и с някои фактически неточности, са пресъздадени във филма „Мачът на техния живот“ (The game of their lives / The Miracle match)
2.  КНДР –  Италия 1:0 през 1966 г.
При първото си участие на Световно първенство, Северна Корея смайва света с победата си над Италия и отстраняването им от понататъшно участие в турнира. Все пак италианците, заради контузия на Булгарели играят от 30-ата минута нататък с човек по-малко (смените по това време все още не са позволени). При завръщането си у дома, на летището в Генуа италианците са атакувани с яйца и развалени домати от разярените си фенове.
3.  Алжир –  ФРГ 2:1 през 1982 г.
Залозите за спечелване на световната титла от Алжир са 1: 1000, а за Германия – 1:3. Преди този мач германците са със само четири загубени мача за последните четири години, настоящ европейски и бивш световен шампион. Техният треньор Юп Дервал заявява след мача: „Аз все още не мога да повярвам какво се случи! Това е отвъд моите представи!“. На следващия ден той получава като „подарък“ ЖП-билет втора класа до родното си място в Германия. Принос за тази сензация имат и над тридесетградусовите температури в Испания по това време.
4.  Камерун –  Аржентина 1:0 през 1990 г.
Камерун завършва този мач с девет души, успявайки да удържи до края преднината си срещу настоящия световен шампион. Доброто представяне на африканските отбори на предишните две световни първенства правят тази изненада не толкова сензационна.
5.  ГДР –  ГФР 1:0 през 1974 г.
Това е единственият в историята мач между двата тима. Източногерманците побеждават с гол на Шпарвасер, но въпреки това ГФР продължават и спечелват световната титла. Много от коментаторите отдават загубата на ГФР на тактически съображения – по този начин в четвъртфиналната група е избегнат най-опасния конкурент Холандия.
6.  Испания –  Дания 5:1 през 1986 г.
Датчаните са спечелили до този момент всичките си срещи от първия кръг на турнира, включително разгромяваща победа над южноамериканския шампион Уругвай с 6:1 и победа над ФРГ с 2:0. Те дори повеждат в резултата, но след това груба грешка в защитата им довежда до изравняване и в крайна сметка обръща всичко с главата надолу – Емилио Бутрагеньо отбелязва четири от петте гола за Испания в този чудноват мач. Повечето специалисти считат като причина прекалено силовата игра на датския отбор – трудно съвместима с тежките климатични условия в Мексико.
7.  България –  Германия 2:1 през 1994 г.
Германия, достигнала до финала в предишните три световни първенста, излиза като фаворит в този 1/4-финален мач. Лотар Матеус открива резултата за германците след спорна дузпа, но два бързи гола на Стоичков и Лечков, с екипа на България решават всичко.
8.  Северна Ирландия –  Испания 1:0 през 1982 г.
Малцина си представят (най-вече прекият потърпевш – Югославия), че ирландците ще спечелят мача срещу страната – домакин на първенството, особено при положение че играят голяма част от срещата с човек по-малко. Отбелязаният в 47-ата минута гол се оказва решаващ за мача и за продължаването им във втората фаза на турнира.
9.  Куба –  Румъния 2:1 през 1938 г.
Това е сензационен за времето си резултат. Куба се класира за световното първенство след серия от служебни победи и най-вече отказването на Мексико. Румъния заедно с Франция и Бразилия до този момент е единственият отбор участвал и на трите световни първенства. След 3:3 в първия мач, при преиграването две груби грешки на румънската защита довеждат до 1:2. Кубинците още в следващия кръг ще бъдат разгромени от Швеция с 0:8.
10.  ГФР –  Унгария 3:2 през 1954 г.
Във финалния мач на световното първенство през 1954 г. се срещат непобедимият в последните четири години отбор на Унгария и този на все още невъзстановената от Втората световна война Германия (националната дивизия, по-известна като Бундеслига все още не съществува). В унгарския отбор личат имената на „господин футбол“ – Пушкаш (ненапълно възстановен от контузия), Грошич, Цибор, Хидегкути и др. В груповата фаза маджарите побеждават ГФР с 8:3 (германците играят с шест резерви) и когато в осмата минута на финала резултатът е 2:0 всички очакват това да се повтори. Само след още десет минути обаче той е вече 2:2, а все повече усилващият се дъжд дава предимство на силовата игра на немския състав пред унгарската техника и комбинативност. На страната на ФРГ е и късметът – три пъти топката се отбива от гредите на вратата им, за да спечелят накрая първата световна титла в историята си. Мачът е известен като „Чудото в Берн“ (за него е създаден и филм със същото име), а този отбор на Унгария остава един от най-силните тимове, които не успяват да триумфират с титлата (заедно с Бразилия'82 и Холандия'74).